# Sphragifera stigmata
Sphragifera stigmata är en fjärilsart som beskrevs av George Francis Hampson 1891. Sphragifera stigmata ingår i släktet Sphragifera och familjen nattflyn. Inga underarter finns listade i Catalogue of Life.